# WY Cassiopeiae
WY Cassiopeiae (WY Cas / CSS 1345 / GSC 04009-01430) es una estrella variable en la constelación de Casiopea.
Al ser una estrella distante, su distancia respecto al sistema solar es incierta; diversas fuentes dan una cifra comprendida entre 2000 y 3160 años luz.
De tipo espectral S6.5pe, WY Cassiopeiae es una estrella de tipo S —como π1 Gruis o χ Cygni— con una temperatura superfical de sólo 2200 K.
Su luminosidad es 6700 veces superior a la luminosidad solar.
En la actualidad, pierde masa estelar a razón de 2,26 × 10-6 masas solares por año.
Otra característica de estas estrellas es su gran tamaño; el radio de WY Cassiopeiae es ~ 575 veces más grande que el radio solar, equivalente a 2,7 UA; si estuviese en el lugar del Sol, las órbitas de los cuatro planetas interiores quedarían englobadas en el interior de la estrella.
WY Cassiopeiae es una variable Mira cuyo brillo oscila entre magnitud +10,0 y +16,9 a lo largo de un período de 476,56 días.
En estas variables —cuyo prototipo es la conocida Mira (ο Ceti)— la inestabilidad proviene de pulsaciones en la superficie estelar, lo que provoca cambios de color y brillo.
Algunas de ellas, entre las que se encuentran R Cassiopeiae, S Cassiopeiae así como la propia WY Cassiopeiae, muestran emisión máser de SiO.